# ILLIAC I

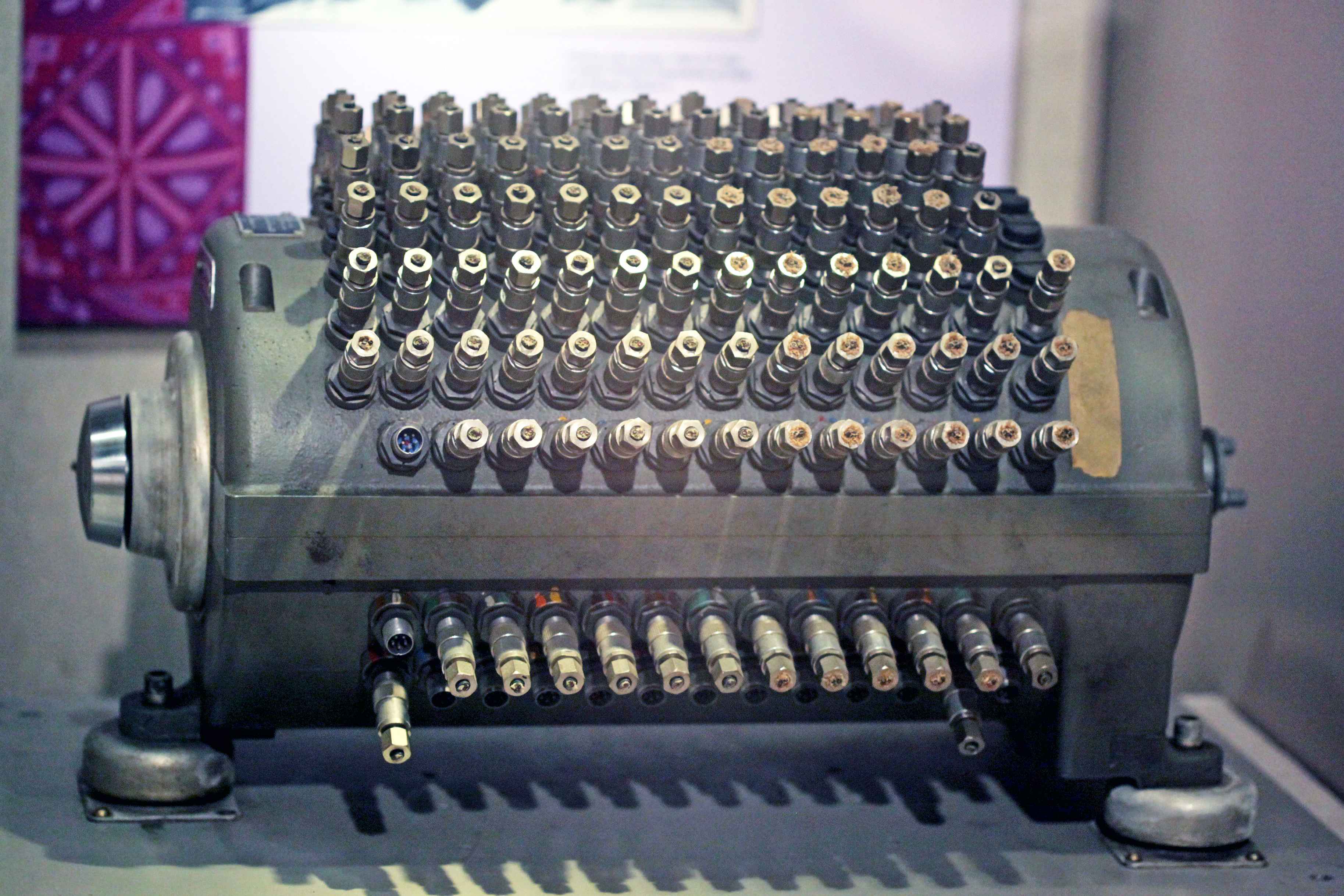
Блок памяти компьютера ILLIAC I. экспонат музея Spurlock Museum.

ILLIAC I (англ. Illinois Automatic Computer, рус. Иллинойсский автоматический компьютер) — ранний компьютер, построенный в 1949—1952 гг. в Иллинойсском университете по договору с лабораторией баллистических исследований Армии США, на средства из федерального бюджета. Работы по созданию ЭВМ были окончены в феврале 1952 г., она находилась в эксплуатации до 1962 г.

## История создания и эксплуатации
Машина создавалась в период наибольшей интенсификации военных действий в ходе Корейской войны, на средства, полученные от Армии США на разработку баллистических вычислителей.
ILLIAC I следовал архитектуре IAS-машины, разработанной Джоном фон Нейманом и описанной в его работе "Первый проект отчёта о EDVAC". В отличие от других компьютеров того времени ILLIAC I и ORDVAC были идентичными копиями с одинаковым дизайном, так что программы одного компьютера могли выполняться на другом. В компьютере использовалось 2.800 электронных ламп, его размеры составляли 3м х 0,6м х 2.6 метра, весил он 5 тонн. Для своего времени ILLIAC I был очень мощным.
В связи с тем, что средний срок работы электронной лампы в ILLIAC I составлял один год, каждый день компьютер останавливали для профилактики, во время которой старые лампы заменялись на новые, чтобы улучшить надежность работы компьютера. Учёные, приезжавшие из Японии, помогали учёным Иллинойсского университета в работе на ILLIAC и ORDVAC. Вернувшись в Японию на основе своего опыта они построили первый японский компьютер фон-неймановской архитектуры MUSASINO-1.
ILLIAC I закончил свою работу в 1962 году, когда ему на смену пришел компьютер ILLIAC II.

## Инновации
- 1955 – композитор Леджарен Хиллер в сотрудничестве с Леонардом Исааксоном (Leonard Isaacson) использовали ILLIAC I для написания Illiac Suite (Сюиты для ILLIAC) - один из первых случаев использования компьютера для написания музыки.
- 1957 – Математик Donald B. Gillies, физик James E. Snyder, и астрономы George C. McVittie, S. P. Wyatt, Ivan R. King и George W. Swenson Иллинойского университета использовали ILLIAC I для вычисления орбиты Спутника-1, потратив на это всего два дня.
- 1960 – Первая версия компьютерной образовательной системы PLATO была реализована на ILLIAC I командой программистов во главе с Donald Bitzer. Система была однопользовательской. В начале 1961 года Версия 2 позволяла работать одновременно двум пользователям.